# Перший дивізіон чемпіонату Намібії з футболу
Перший дивізіон Чемпіонату Намібії з футболу (англ. Namibia National First Division) — друге за значенням змагання з футболу з-поміж клубів Намібії, в ході якого визначаються чемпіони своїх територіальних зон, які з наступного сезону отримують право виступати в Прем'єр-лізі, а також команди, які вилетять до Другого дивізіону. Вона організована в Футбольною Асоціацією Намібії і проводиться з кінця 2009 року під егідою Прем'єр-ліги Намібії.
Фактично Перший дивізіон має статус аматорського футбольного змагання.

## Формат турніру
В турнірі беруть участь по 12 футбольних клубів з трьох територіальних зон: «Північ (Захід)», «Північ (Схід)» та «Південь».
За перемогу в кожному матчі нараховується по 3 очки.
У сезоні 2013/2014 років з Першого дивізіону підвищилися у класі найкращі 5 клубів ліги, оскільки починаючи з сезону 2014/15 років у Прем'єр-лізі виступають 16 клубів.

### Південь

#### До сезону 2011/2012 років
Ліга була розділена за підсумками сезону 2010/11 років на райони «узбережжя» та «континентальний». Він в кожній області грали по шість команд, кожна з яких зустрічалася з іншою лише одного разу. У двоматчевій дуелі за право виходу до Прем'єр-ліги грала одна з команд, яка вилетіла з цього турніру, та переможець цієї зони.

#### Починаючи з сезону 2012/2013 років
У Південній групі змагаються 12 команд з регіонів Кхомас, Омахеке, Еронго, Хардап і Карас. Всі команди грають одна з одною двічі, вдома та на виїзді. Переможець групи виходить до Прем'єр-ліги Намібії, команди, які посіли три останні позиції вибувають до Другого дивізіону Намібії.

### Північ

#### До сезону 2012/2013 років
У зоні «Північ» до сезону 2012/2013 років включно виступало 12 команд (до сезону 2010/11 років — 13 команд) з регіонів Замбезі, Окаванго, Ошана, Омусаті, Кунене, Очосондьюпа, Охангвена та Ошикото.

#### Починаючи з сезону 2013/2014 років
Починаючи з сезону 2013/2014 років зона «Північ» розділяється на дві групи, «Схід» та «Захід».
Всі команди-учасниці грають в своїх групах один проти одного двічі, по одному разу вдома та на виїзді. Чемпіони груп виходять до Прем'єр-ліги Намібії, а останні місця вибувають до Другого дивізіону Чемпіонату Намібії.

## Матчі
Календар чемпіонату розроблено таким чином, що кожна команда зустрічається з іншими супротивниками двічі, один раз вдома і один раз на виїзді. Але через фінансово-організаційні причини, за домовленістю сторін, інколи матчі між різними суперниками проводять у вихідні та святкові дні, особливо в середині календарного року. Це той випадок, коли проводиться лише одна гра за календарний рік, особливо на півдні.

## Команди, які виступали або виступають у Першому дивізіоні
- ФК «Тач & Гоу»
- СК «Свакопмунд»
- ФК «Віндгук»
- ФК «Ребелс»
- ФК «Ошакаті Сіті»
- Онамбула Юнайтед
- ФК «Хотспарс»
- ФК «Голден Біс»